# محمد كوكا
محمد كوكا ممثل تونسي.

## أعماله

### في السينما
- 1968 :
  - انجيليكا والسلطان لبيرنارد بورديري
  - أطفال الأوغاد لاندريه د توث بدور آسين
- 1970 : من القدس إلى دمشق لروبرتو روسيليني: ݘيوڥيليني
- 2005 : جنون لالفاضل الجعايبي
- 2006 :
  - التحقيق المقدس لجوليو باسم
  - ثلاثون للفاضل الجعايبي
- 2008 : باب السماح لفرانشيسكو سپيرانديوو بدور محمود
- 2011 : قاع البير (فيلم قصير) لمعز بن حسان
- 2016 : خسوف، للفاضل الجزيري

### في التلفاز
- 1969 : أعمال الرسل (فيلم إيطالي) لروبرتو روسيليني بدور چيوڥاني
- 1994 : غادة لمحمد الحاج سليمان بدور كومباتا
- 1997 : الخطاب على الباب (الموسم الثاني) لصلاح الدين الصيد وعلي اللواتي والمنصف البلدي بدور سي لمين
- 1998 : كنز دمشق (فيلم إيطالي) لخوسيه ماريا سانشيس
- 2005 : قهوة جلول للطفي بن ساسي وعماد بن حميدة ومحمد دمق بدور عبد القادر بن المولدي المستاري
- 2009 :
  - شوفلي حل لصلاح الدين الصيد وعبد القادر الجربي (ضيف شرف الحلقة 2 من الموسم 5) بدور سي الفاضل
  - أقفاص بلا طيور لعز الدين الحرباوي
- 2009-2013 : نجوم الليل لمديح بالعيد ومهدي نصرة

### في المسرح
- شارك في مسرحية فن لياسمينا رضا مع هشام رستم ورؤوف بن يغلان